# سيتوت
سيتوت، (بالإنجليزية: Setut)‏، أو سينن، (بالإنجليزية: Senen)‏. هو الملك الفرعوني الخامس من ملوك الأسرة المصرية التاسعة، 2160 و 2130 ق.م. في عصر الدولة القديمة خلال الفترة الانتقالية الأولى (2181-2055 قبل الميلاد).

## فترة الحكم
ينبغي أن يكون قد حكم من هرقليوبوليس بعد نب كاو رع خيتي أو وح كارع خيتي الأول، إذ كان أول حاكم لفترة وجيزة جداً في أواخر الأسرة المصرية التاسعة. وقد خلفه خيتي الثالث من نفس الأسرة.

## قائمة ملوك الأسرة التاسعة
| الاسم            | ملاحظات                                              |
| ---------------- | ---------------------------------------------------- |
| خيتي الأول       | أول فرعون تولى عرش الأسرة المصرية التاسعة            |
| مري كا رع        | الملك مري كا رع الأول - 2075–2040 ق.م                |
| نفر كا رع الثالث | أو (نفر كا رع نيبي) - يحتل رقم (43) في قائمة أبيدوس. |
| سيتوت            | أو (سينن) - 2160 و 2130 ق.م                          |
| خيتي الثالث      | -                                                    |

## مقالات ذات صلة
- الأسرة المصرية التاسعة
- قدماء المصريين
- قائمة الفراعنة